# Kirti N. Chaudhuri
Kirti Narayan Chaudhuri (Calcutta, 8 september 1934) is een welbekende Indiaas historicus, auteur, creatief schrijver en grafisch kunstenaar. In zijn vroege leven was hij ook een pianist en een algemene musicus. Hij is de tweede zoon van de Indiase schrijver Nirad C. Chaudhuri.

## Vroege leven
Chaudhuri bracht zijn kinderjaren in Kolkata en Delhi door. Hij deed het toelatingsexamen voor de Universiteit van Londen en hij studeerde geschiedenis aan de School of Oriental and African Studies, University College London, Birkbeck College en de London School of Economics. Zijn leraren omvatten Arthur Llewellyn Basham, Cyril Philips, William Beasley, C. R. Boxer, Bernard Lewis, Eric Hobsbawm, G.J. Renier, Michael Oakeshott en Karl Popper. Chaudhuri behaalde in 1959 met lof zijn diploma en hij kreeg de Derby Fellowship for Doctoral Research Studies toegekend.
In net iets meer dan twee jaar voltooide Chaudhuri in 1961 zijn doctoraat. Zijn dissertatie ging over de vroege geschiedenis van de Britse Oost-Indische Compagnie. Hij kreeg onmiddellijk een positie aangeboden bij de Universiteit van Londen en werd achtereenvolgens, docent, Reader en hoogleraar in de economische geschiedenis. In 1991 werd Chaudhuri uitgenodigd om de eerste Vasco da Gama professor in de geschiedenis van de Europese expansie te worden bij het European University Institute in Florence, met steun van de Portugese Nationale Commissie voor Maritieme Ontdekkingen.
Chaudhuri werd verkozen aan de British Academy (1990), de Royal Historical Society (1993) en de Academia Europaea (1994). De Portugese overheid en de Nationale Commissie voor Maritieme Ontdekkingen kenden hem de Prémio D. João de Castro toe (1994).

## Academische werken
De eerste monografie van Chaudhuri The English East India Company: the Study of an Early Joint Stock Company 1600-1640  werd gepubliceerd in 1965 en het wordt nog steeds beschouwd als een van de fundamentele werken aangaande de geschiedenis van de Britse Oost-Indische Compagnie. Na de publicatie van de monografie begon Chaudhuri in 1966 met een belangrijk onderzoeksproject met betrekking tot de recentere geschiedenis van de Britse Oost-Indische Compagnie. Het onderzoeksproject werd ondersteund door een aanzienlijke onderzoeksbeurs van de UK Social Science Research Council. Sir John Habakkuk, een voorname Britse economische historicus en tevens voorzitter van de UK Social Science Research Council, sprak persoonlijk zijn waardering en goedkeuring uit aan het onbewezen onderzoek en de methodologie van Chaudhuri. De onderzoeksbeurs stelde Chaudhuri in staat om de enorme serie van kwantitatieve gegevens over de transcontinentale handel en scheepvaart van de Britse Oost-Indische Compagnie te automatiseren. Het onderzoek werd in 1978 gepubliceerd door de Cambridge University Press onder de titel The Trading World of Asia and the English East India Company 1660-1760. De Cambridge University Press heeft het werk in 2006 herdrukt. De methodologie van het boek was niet alleen gebaseerd op geautomatiseerde gegevensverwerking, maar ook op het gebruik van strenge statistische methodes en systeemanalyse. Voor het eerst werden historici voorzien van betrouwbare statistische gegevens over de vroege moderne handel en scheepvaart. De conclusies van Chaudhuri laten zien op welke wijze het vroege kapitalisme en de bedrijfsmethodes zich in Europa en rondom de Indische Oceaan ontwikkelden. Het Economic History Net omschreef het boek als een van de meest significante werken in de 20ste-eeuwse economische geschiedenis.
In 1980 droeg de Cambridge University Press Chaudhuri op om een twee-volume-werk aangaande de geschiedenis van de Indische Oceaan te schrijven, in scope en verhaal vergelijkbaar met het werk La Méditerranée et le Monde Méditerranéen à l'époque de Philippe II van de Franse historicus Fernand Braudel. Chaudhuri werd diep beïnvloed door de benadering van Fernand Braudel en hij bleef direct contact houden met de Franse historicus, tot de dood van Fernand Braudel in 1985. Het contract van de Cambridge University Press leidde in 1985 tot de publicatie van The Trade and Civilisation in the Indian Ocean from the Rise of Islam to 1750 en in 1990 tot de publicatie van Asia before Europe.
Terwijl The Trade and Civilisation in the Indian Ocean from the Rise of Islam to 1750 hoofdzakelijk de beschrijvende methode van een historicus volgt, is Asia before Europe een studie van de dynamische interactie tussen het economische leven, de maatschappij en de beschaving in de gebieden rondom de Indische Oceaan in de periode van de opkomst van de islam tot 1750, gebruik makend van de wiskundige verzamelingenleer. Het stelt en beantwoordt in eerste instantie de vraag hoe de identiteit van verschillende Aziatische beschavingen wordt gevestigd en gaat dan de structurele eigenschappen van voedselgewoonten, kleding, architecturale stijlen en huisvesting onderzoeken. De analyse van verschillende methodes van economische productie wordt gevolgd door een beschrijving van de rol van gewasteelt, pastoraal nomadisme, industriële activiteiten en de geschiedenis van de urbanisatie van de belangrijkste gebieden rondom de Indische Oceaan. Het boek stelt ook een onderscheidende theorie van vergelijkende geschiedenis voor. Als een uitbreiding van Fernand Braudels theorie van tijd en ruimte, legt de methodologie precies de logische basis van historische waarnemingen van eenheden en verdeeldheden, continuïteiten, breuken en drempels. De analyse van het historische bewijsmateriaal leidt tot een opvallende conclusie. De maatschappijen rondom de Indische Oceaan waren verenigd dan wel van elkaar gescheiden door een bewuste culturele en taalkundige identiteit, maar onder de oppervlakte was er een diepe structuur van eenheden, die door een gemeenschappelijke ecologie, technologie van de economische productie, tradities van de overheid, de theorie van politieke verplichtingen en een gedeelde historische ervaring werd gecreëerd. De theorie maakt het mogelijk om aan te tonen dat de naam of het taalkundige teken voor "Indische Oceaan" een willekeurige constructie met een smal begripsbereik is; de echte Indische Oceaan was een gebied dat zich historisch gezien uitstrekte van de Rode Zee en de Perzische Golf tot de zeeën voorbij Japan. Het "axioma van keuze" in de wiskundige verzamelingenleer wordt gebruikt om aan te tonen dat zelfs de grote Aziatische woestijnen in het begrip "Indische Oceaan" kunnen worden omvat door de logica van de dialectische oppositie.

## Publicaties
- 1. The English East India Company; the Study of an Early Joint-Stock Company, 1600-1640. London: F. Cass, 1965. Recensie in Bulletin of the School of Oriental and African Studies[2]
- 2. The Economic Development of India under the East India Company 1814-58; a Selection of Contemporary Writings. Cambridge [Eng.]: University Press, 1971. Recensie in The Journal of Asian Studies[7]
- 3. The Trading World of Asia and the English East India Company, 1660-1760. Cambridge [Eng.] ; New York: Cambridge University Press, 1978.[3] Recensie in The Economic Journal[8]
- 4. met Clive Dewey, Economy and Society: Essays in Indian Economic and Social History. Delhi; New York: Oxford University Press, 1979. Recensie in The Journal of Asian Studies[9]
- 5. Trade and Civilisation in the Indian Ocean: An Economic History from the Rise of Islam to 1750. Cambridge [Cambridgeshire]; New York: Cambridge University Press, 1985.[5]
- 6. Asia before Europe: Economy and Civilisation of the Indian Ocean from the Rise of Islam to 1750. Cambridge; New York: Cambridge University Press, 1990. Recensie in The English Historical Review[6]
- 7. met Francisco Bethencourt, Historia Da Expansao Portuguesa. 5 vols. Lisbon: Temas e Debates, 1998.